# Henri Fouques-Duparc
Pour les articles homonymes, voir Fouques Duparc.
Henri Fouques Duparc est un homme politique français, né le 27 juin 1903 à Oran (Algérie) et mort le 22 novembre 1976 à Pujo-le-Plan (Landes).
Il est notamment député et maire d'Oran.

## État civil
Henri Marie Arthur Fouques Duparc est né à Oran le 27 juin 1903, fils de Marie Henri Robert Fouques Duparc et de Françoise Marie Émilie Bethenod.
En 1927, il épouse à Oran, Françoise Marie de Louvencourt (Paris 16e 14 avril 1908- Pujo le Plan, Landes, 27 août 2007).

## Fonctions
- Secrétaire d'État à l'Aviation civile dans le gouvernement Pierre Mendès France (du 20 janvier au 23 février 1955)

- Sénateur d'Oran de 1948 à 1951
- Député (RPF) de l'Algérie (1951-1955)
- Député (UNR) de l'Algérie (1958-1962)

- Maire d'Oran (1948-1962)